# Pécsdevecser
Pécsdevecser (niem. Dewetsch) – wieś i gmina w południowej części Węgier, w pobliżu miasta Siklós, niedaleko granicy chorwackiej. Administracyjnie Pécsdevecser należy do powiatu Siklós, wchodzącego w skład komitatu Baranya i jest jedną z 53 gmin tego powiatu.

## Historia
Po raz pierwszy nazwa miejscowości została wymieniona w 1332.

## Zabytki
- Kościół rzymskokatolicki zbudowany w 1755.